# Гвідо Альфонс Цех
Ґвідо А. Цех (Цех Ґвідо Альфонс) (1 жовтня 1935, Гегеншвіль (Häggenschwil), кантон St. Gallen) — відомий швейцарський лікар і політик представник християнсько-демократичної народної партії (Die Christlichdemokratische Volkspartei der Schweiz (CVP Schweiz).

## Кар'єра
Кар'єру Ґвідо Цех починав як асистент та завідувач відділення у лікарні кантону Базель. З 1973 по 1989 рік працював головним лікарем Швейцарського Центру Параплегіків у Базелі (Swiss Paraplegic Centre of Basel). Ґвідо Цех став відомим на всю країну, коли заснував Швейцарський Центр Параплегіків у місті Нотвілі, де працював на посаді головного лікаря, директора та президента. Крім того, Ґвідо Цех заснував Швейцарський Фонд Параплегіків,  Швейцарський Центр параплегічних досліджень та Швейцарське Об'єднання Параплегіків як організацію самодопомоги хворих на ДЦП.
З 1984 по 1988 рік Ґвідо Цех був членом Великої Ради Кантону міста Базель та членом комісії при лікарні. З 1999 по 2003 р. він представляв кантон Ааргау в Національній раді.
У 2005 був засуджений за розтрату громадських кошів і відсидів 16 місяців у в'язниці.
2009 року Ґвідо Цех знов почав працювати у Центрі параплегіків. Цех проводить екскурсії для відвідувачів Центру та працює з донорами фонду.

## Діяльність. Реабілітація параплегіків
Ґвідо Цех відомий як автор концепту комплексної реабілітації хворих на ДЦП. Заснований ним 1975 року Швейцарський фонд параплегіків дав початок глобальній структурі для надання комплексної реабілітації для людей з ураженнями хребта. Фонд є визнаною у світі благодійною організацією, яка допомагає швейцарським пацієнтам та їх родинам. Допомога надається в прямій формі (закупівля реабілітаційного обладнання: підйомників по сходах, візків тощо, переустаткування транспортних засобів та робочих приміщень), а також при проведенні спортивних занять та професійних тренінгів.
Швейцарське Об'єднання параплегіків, засноване з ініціативи Ґвідо Цеха у 1980 році, – це організація самодопомоги хворих на ДЦП, яка налічує близько 100 000 членів, об'єднаних у 27 клубів людей на інвалідних візках. Організація пропонує допомогу та послуги в різноманітних сферах для забезпечення повноцінного життя хворих на ДЦП: юридичну допомогу, відпочинок, заняття спортом на інвалідних візках, професійна допомога та допомога у працевлаштуванні тощо. Також організація представляє соціальні та політичні інтереси людей з ДЦП.
Мета АТ Швейцарського Центру параплегічних досліджень, Нотвіль, (2002 р.) – надання комплексного клінічного обстеження пацієнтів в сфері параплегіології/реабілітації. Робота наукових співробітників центру присвячена пошуку засобів підвищити рівень життя хворих з ураженнями хребта. Міжнародно-орієнтовані дослідження включають такі сфери, як біомедичні реабілітаційні технології, наука про реабілітацію, медична реабілітація, дослідження, пов'язані з доглядом хворих та вивчення уражень хребета.
Інститут Ґвідо Цеха, Нотвіль надає інфраструктуру для проведення конференцій у готелі Інституту Ґвідо Цеха.
Ґвідо Цех проживає у Зофінгені, одружений, має семеро дітей.

## Справа про розтрату коштів
У 2002 році Ґвідо Цеха звинуватили у використанні 1,4 млн швейцарських франків громадських коштів на особисті потреби та після тривалого процесу у 2005 році визнали винним і присудили до 16 місяців ув'язнення.

## Параплегія
Параплегія (мед., вивчає параплегію наука неврологія, яка займається захворюваннями центральної та периферичної нервової системи).
Параплегія — параліч обох верхніх або нижніх кінцівок; спостерігається при компресійних та інфекційних мієлітах і менінго-мієлітах, поліомієліті, розсіяному склерозі, травмах і пухлинах спинного мозку, церебральних ураженнях з двосторонніми вогнищами розм'якшення мозку, обумовлених атеросклерозом, артеріїтом та ін.